# PIVKA-II
PIVKA-II（protein induced by vitamin K absence or antagonist-II、ぴーあいぶいけーえーつー）は、ビタミンK依存性凝固因子前駆体II ビタミンKの欠如/アンタゴニストII（PIVKA-II）によって誘導されるタンパク質で、デス-γ-カルボキシプロトロンビン（Des-gamma carboxyprothrombin、DCP）、としても知られており、異常型の凝固タンパク質であるプロトロンビン。通常、プロトロンビン前駆体は、血漿中に分泌される前に、肝臓内でγ-グルタミルカルボキシラーゼによる翻訳後修飾カルボキシル化（カルボン酸基の付加）を受ける。PIVKA-II / DCPは、ビタミンK欠乏症（栄養不良または吸収不良のため）、およびワルファリンまたはビタミンKの作用を阻害する他の薬を服用している人々で検出されることがある。

## 臨床検査値としての意義

### 肝細胞がん
1984年の研究で、最初に肝細胞がん（HCC）の腫瘍マーカーとしてのPIVKA-IIの使用が説明された。他の肝疾患では検出されなかったが、HCC患者の91%に存在していた。PIVKA-II値はビタミンKの投与によって変化しなかった、これはビタミンK欠乏よりもむしろガンマカルボキシル化活性の欠陥を示唆している。その後の多くの研究でこの現象が確認されている。
2007年のさまざまなHCC腫瘍マーカーの比較では、PIVKA-IIがHCCの危険因子（肝硬変など）に対する感受性が最も低く、したがってHCCの予測に最も有用であることがわかった。HCCと非悪性肝疾患を区別する。さらに、PIVKA-IIとα-フェトプロテイン（AFP）を組み合わせた解析は、HCCの初期段階でより良い予測につながる可能性があることが示されている。
日本で長年使用されてきたにもかかわらず、2003年のアメリカの研究は、アメリカの患者シリーズでのその使用を再評価しただけでした。この研究では、初期段階でのHCCも特定した。

### 抗凝固剤中毒
1987年の報告で、ビタミンK拮抗薬のアセノクマロールによる中毒の検出におけるPIVKA-II測定の使用について説明している。